# Nudechinus gravieri
Nudechinus gravieri is een zee-egel uit de familie Toxopneustidae.
De wetenschappelijke naam van de soort werd in 1905 gepubliceerd door René Koehler.